# Aeroporto di Bo
L’aeroporto di Bo è un piccolo aeroporto regionale situato nella regione di Bo. L’aeroporto è utilizzato per voli diplomatici.